# Barbara Iglewski
Barbara Hotham Iglewski (Freeport, 23 marzo 1938 – Westwood, 10 dicembre 2023) è stata una microbiologa e immunologa statunitense.
È stata direttrice di programmi internazionali presso il Centro Medico dell'Università di Rochester, dove ha ricoperto il ruolo di professore di microbiologia e immunologia.

## Primi anni e formazione
Barbara Hotham Iglewski nacque il 23 marzo 1938 a Freeport, in Pennsylvania. Suo padre era un medico di campagna e lei lo accompagnava nelle visite a domicilio durante la sua giovinezza. Ha frequentato l'Allegheny College, conseguendo un B.S. in biologia nel 1960. Ha poi studiato microbiologia all'Università statale della Pennsylvania, conseguendo un master nel 1962 e un dottorato nel 1964.
Ha insegnato alla Scuola di Medicina dell'Oregon Health and Science University, prima di essere assunta come professore dall'University of Rochester Medical Center. È stata la prima donna a presiedere un dipartimento della University of Rochester School of Medicine and Dentistry, dirigendo il dipartimento di microbiologia e immunologia dal 1986 al 2009. Dal 1995 al 1998 è stata vice provveditore per la ricerca e l'istruzione universitaria, prima donna a ricoprire questa posizione.

## Ricerca
La ricerca della Iglewski riguardava la patogenesi del batterio Pseudomonas aeruginosa. Scoprì che un sistema di quorum sensing di tipo I regolava globalmente la virulenza in un patogeno umano. Ha scoperto esoenzimi e tossine, tra cui l'exo S, una tossina di tipo 3 secreta dallo Pseudomonas. È nota per aver descritto il meccanismo d'azione molecolare della tossina A dello Pseudomonas.
Il suo lavoro con Peter Greenberg ha dimostrato che i batteri gram-negativi producono segnali AHL che controllano processi come la formazione di biofilm in cellule vicine della stessa specie.
Dal 2007 ha studiato la regolazione delle proteasi nello Pseudomonas aeruginosa, con particolare attenzione allo sviluppo del biofilm e alla virulenza, con il supporto di un MERIT Award del NIH.
Ha pubblicato più di 150 articoli di ricerca e capitoli di libri. È titolare di sette brevetti. È stata riconosciuta dall'Institute for Scientific Information come ricercatrice più citata.

## Premi e onorificenze
Nel 1987 la Iglewski è stata nominata membro onorario a vita della Graduate Women in Science, ex Sigma Delta Epsilon, per le sue ricerche in microbiologia e immunologia.
È diventata fellow dell'American Academy of Microbiology nel 1986. È stata presidente dell'American Society for Microbiology (ASM) dal 1987 al 1988. Ha presieduto il comitato per le pubblicazioni dell'ASM dal 1990 al 1999.
Ha inoltre conseguito l'Arthur Kornberg Research Award nel 1999 e il Susan B. Anthony Lifetime Achievement Award nel 2001. La Scuola di Medicina e Odontoiatria dell'Università di Rochester le ha conferito il premio Lifetime Mentoring Award nel 2009. L'Alleghany College, sua alma mater universitaria, le ha conferito una laurea honoris causa nel 2017. Nel 2019 ha conseguito la Medaglia George Eastman dell'Università di Rochester.
La Iglewski è stata inserita nella National Women's Hall of Fame nel 2015.

## Vita privata e morte
Ha vissuto a Gorham, New York. Ha avuto due figli, Eric (Connie) Iglewski e Bill Iglewski.
Barbara Iglewski è morta il 10 dicembre 2023, all'età di 85 anni.